# Atletiek op de Olympische Zomerspelen 1896 – verspringen mannen
Het verspringen voor mannen was een van de vier spring evenementen op het programma bij het Atletiek op de Olympische Zomerspelen 1896. Er deden negen atleten uit 7 landen mee aan het verspringen op 7 april.
De Amerikaanse springers toonde hun dominantie in dit evenement door het gehele podium te bezetten. De eerste twee sprongen van Ellery Clark waren fout, maar de derde was de winnende sprong.

## Resultaten
| Plaats | Land | Atleet                    | Afstand  |
| ------ | ---- | ------------------------- | -------- |
| 1      | USA  | Ellery Clark              | 6.35 m   |
| 2      | USA  | Bob Garrett               | 6.18 m   |
| 3      | USA  | James Connolly            | 6.11 m   |
| 4      | GRE  | Alexandre Tuffère         | 5.98 m   |
| 5      | FRA  | Alphonse Grisel           | 5.83 m   |
| 6      | GER  | Carl Schuhmann            | 5.70 m   |
| 7      | HUN  | Desider Wein              | 5.64 m   |
| 8-9    | SWE  | Henrik Sjöberg            | onbekend |
| 8-9    | GRE  | Alexandros Khalkokondilis | onbekend |